# Kílian Jornet
Kílian Jornet Burgada (Sabadell, 27 de octubre de 1987) es un deportista español que compite en esquí de montaña, carrera de montaña y carrera de senderos.

## Biografía
Su padre es guía de montaña y guarda del refugio de Cap de Rec, en los Pirineos ilerdenses. Su madre es profesora de deportes de montaña y se ocupa del Centro de Tecnificación de Esquí de Cataluña.
Con tres años subió a su primer 'tres mil', al Tuc de Molières, en el Valle de Arán. Con cinco ya coronó la cumbre de los Pirineos, el Pico Aneto. Con seis hizo su primer 'cuatro mil' subiendo al Breithorn, en los Alpes de Italia y Suiza.
Desde 2004 se le considera "Deportista de Alto Nivel" por el Consejo Superior de Deportes en la categoría de Montaña y Escalada. En 2013, se le concedió el ingreso en la Real Orden del Mérito Deportivo.
Entre otros logros, en la madrugada del 21 al 22 de mayo de 2017 hace cumbre en la formación montañosa del Everest ascendiendo por la cara Norte, sin usar cuerdas, oxígeno, ni ayuda de sherpas en un solo ataque, en un tiempo de 26 horas. El 27 de mayo de 2017 vuelve a hacer cima en el Everest por la cara Norte en un segundo intento por mejorar su anterior marca, ya que esta se había visto influenciada por unos problemas estomacales durante la ascensión anterior. En una jornada dominada por los fuertes vientos, Jornet logra ascender por segunda vez la montaña más alta del mundo en menos de una semana, sin el uso de oxígeno suplementario y sin el uso de cuerdas fijas, en un tiempo de 17 horas desde el Campo Base Avanzado hasta la cima.

## Palmarés internacional

### Esquí de montaña
Ganó catorce medallas en el Campeonato Mundial de Esquí de Montaña entre los años 2008 y 2017, y ocho medallas en el Campeonato Europeo de Esquí de Montaña entre los años 2009 y 2018.
| Campeonato Mundial | Campeonato Mundial          | Campeonato Mundial | Campeonato Mundial |
| Año                | Lugar                       | Medalla            | Competición        |
| ------------------ | --------------------------- | ------------------ | ------------------ |
| 2008               | Champéry (Suiza)            | Medalla de bronce  | Relevos            |
| 2008               | Champéry (Suiza)            | Medalla de bronce  | Larga distancia    |
| 2010               | Canillo (Andorra)           | Medalla de oro     | Vertical           |
| 2010               | Canillo (Andorra)           | Medalla de plata   | Individual         |
| 2010               | Canillo (Andorra)           | Medalla de bronce  | Combinada          |
| 2011               | Claut (Italia)              | Medalla de oro     | Vertical           |
| 2011               | Claut (Italia)              | Medalla de oro     | Individual         |
| 2011               | Claut (Italia)              | Medalla de oro     | Combinada          |
| 2013               | Pelvoux (Francia)           | Medalla de oro     | Vertical           |
| 2013               | Pelvoux (Francia)           | Medalla de bronce  | Individual         |
| 2015               | Verbier (Suiza)             | Medalla de oro     | Vertical           |
| 2015               | Verbier (Suiza)             | Medalla de oro     | Individual         |
| 2017               | Alpago-Piancavallo (Italia) | Medalla de plata   | Individual         |
| 2017               | Alpago-Piancavallo (Italia) | Medalla de oro     | Vertical           |
| Campeonato Europeo |                             |                    |                    |
| Año                | Lugar                       | Medalla            | Competición        |
| 2009               | Alpago (Italia)             | Medalla de oro     | Vertical           |
| 2009               | Alpago (Italia)             | Medalla de plata   | Relevos            |
| 2012               | Pelvoux (Francia)           | Medalla de oro     | Vertical           |
| 2012               | Pelvoux (Francia)           | Medalla de oro     | Combinada          |
| 2012               | Pelvoux (Francia)           | Medalla de plata   | Individual         |
| 2016               | Valais (Suiza)              | Medalla de plata   | Individual         |
| 2018               | Nicolosi (Italia)           | Medalla de oro     | Vertical           |
| 2018               | Nicolosi (Italia)           | Medalla de bronce  | Individual         |

### Skyrunning
Obtuvo cuatro medallas en el Campeonato Mundial de Skyrunning entre los años 2010 y 2018, y cuatro medallas en el Campeonato Europeo de Skyrunning entre los años 2008 y 2013.
| Campeonato Mundial | Campeonato Mundial         | Campeonato Mundial | Campeonato Mundial |
| Año                | Lugar                      | Medalla            | Competición        |
| ------------------ | -------------------------- | ------------------ | ------------------ |
| 2010               | Premana (Italia)           | Medalla de oro     | Maratón            |
| 2014               | Chamonix (Francia)         | Medalla de oro     | Maratón            |
| 2014               | Chamonix (Francia)         | Medalla de oro     | Kilómetro vertical |
| 2018               | Kinlochleven (Reino Unido) | Medalla de oro     | Maratón            |
| Campeonato Europeo |                            |                    |                    |
| Año                | Lugar                      | Medalla            | Competición        |
| 2008               | Cegama (España)            | Medalla de oro     | Velocidad          |
| 2013               | Canazei (Italia)           | Medalla de oro     | Velocidad          |
| 2013               | Canazei (Italia)           | Medalla de oro     | Kilómetro vertical |
| 2013               | Canazei (Italia)           | Medalla de oro     | Ultramaratón       |

Otros resultados
- Campeón de las Series Mundiales de Skyrunning en los años 2007, 2008, 2009, 2012, 2013 y 2014.[40]
- Campeón de las Series Mundiales de Ultra Running en los años 2012, 2013 y 2014.[40]
- Campeón de las Series Mundiales de Kilómetro Vertical en 2014.[40]

## Récords
- Récord en 2009 del Tahoe Rim Trail, en California y Nevada, con 38 horas y 32 minutos. La carrera consta de 265 kilómetros y hay un desnivel de 8000 metros positivos.[41]
- Récord en 2010 de la Transpirinenca, desde Fuenterrabía hasta Llansá, con 8 días rebajando en 4 el registro anterior. La carrera consta de 700 kilómetros.[42]
- En agosto de 2013, logra el récord de velocidad de ascenso y descenso del Cervino desde la localidad de Breuil-Cervinia por la arista Lion con un tiempo de 2 horas 52 minutos y 2 segundos.[43]
- En julio de 2013, consigue el récord de ascenso y descenso Chamonix-Mont Blanc en 4 horas 57 minutos.[44][45]
- Récord Campo Base - Everest en 17 horas.[8]
- Récord en 2018 del Bob Graham Round, una ruta de cerca de 106 km y 8200 m de desnivel positivo. Jornet ha completado la ruta en 12 horas 52 minutos y rebaja en una hora el tiempo que poseía Billy Bland.[46]
- Récord en 2024 en ser la persona más rápida en encadenar las 82 cimas de más de 4000 m de los Alpes sin usar vehículos motorizados. Completando para ello 16 etapas y 19 días (18 de actividad y 1 de descanso), recorriendo 1.207 km y superado un desnivel acumulado de 75.344 m. Batiendo así el récord anterior de 61 días que ostentaban Ueli Steck y Michi Wohlleben desde 2015.[47][48]